# Liste der Biografien/Fischer, W
Liste der Biografien |
Portal Biografien |
W Personensuche
# |
A |
B |
C |
D |
E |
F |
G |
H |
I |
J |
K |
L |
M |
N |
O |
P |
Q |
R |
S |
T |
U |
V |
W |
X |
Y |
Z |
?
 
Fa |
Fe |
Ff |
Fh |
Fi |
Fj |
Fk |
Fl |
Fm |
Fn |
Fo |
Fr |
Ft |
Fu |
Fy
 
Fia |
Fib |
Fic |
Fid |
Fie |
Fif |
Fig |
Fih |
Fii |
Fij |
Fik |
Fil |
Fim |
Fin |
Fio |
Fip |
Fiq |
Fir |
Fis |
Fit |
Fiu |
Fiv |
Fix |
Fiz
 
Fisa |
Fisb |
Fisc |
Fise |
Fish |
Fisi |
Fisk |
Fisl |
Fism |
Fiso |
Fisq |
Fiss |
Fist |
Fisu |
Fisz
 
Fisce |
Fisch |
Fiscu
 
Fischa |
Fischb |
Fischd |
Fische |
Fischg |
Fischh |
Fischi |
Fischl |
Fischm |
Fischn |
Fischo |
Fischt
 
Fisched |
Fischel |
Fischen |
Fischer |
Fischet
 
Fischer, A |
Fischer, B |
Fischer, C |
Fischer, D |
Fischer, E |
Fischer, F |
Fischer, G |
Fischer, H |
Fischer, I |
Fischer, J |
Fischer, K |
Fischer, L |
Fischer, M |
Fischer, N |
Fischer, O |
Fischer, P |
Fischer, R |
Fischer, S |
Fischer, T |
Fischer, U |
Fischer, V |
Fischer, W |
Fischer, X |
Fischer, Y |
Fischer, Z |
Fischera |
Fischerk |
Fischerm |
Fischern |
Fischero
Die Liste der Biografien führt alle Personen auf, die in der deutschsprachigen Wikipedia einen Artikel haben. Dieses ist eine Teilliste mit 73 Einträgen von Personen, deren Namen mit den Buchstaben „Fischer, W“ beginnt.

## Fischer, W

### Fischer, Wa
- Fischer, Walter (1872–1931), deutscher Organist
- Fischer, Walter (1880–1960), deutscher Bergsteiger und Alpinist, Rechtsanwalt und Notar
- Fischer, Walter (1889–1959), deutscher Fußballspieler
- Fischer, Walter (1890–1961), deutscher Richter
- Fischer, Walter (1905–1982), deutscher Journalist und Widerstandskämpfer
- Fischer, Walter (1910–1929), deutscher SA-Angehöriger
- Fischer, Walter (1911–1982), deutscher Maler und Grafiker
- Fischer, Walter (1917–1967), deutscher Politiker (SPD), MdL
- Fischer, Walter (1929–2023), deutsch-chilenischer Biologe
- Fischer, Walter (1932–2013), deutscher Politiker (SPD), MdL
- Fischer, Walter Johannes (* 1963), österreichischer Gesangspädagoge, Sänger (Bass), Chorleiter und Kulturmanager
- Fischer, Walther (1882–1969), deutscher Pathologe und Rechtsmediziner
- Fischer, Walther (1883–1954), deutscher Politiker (CDU), MdHB
- Fischer, Walther (1889–1952), deutscher Energiewirtschaftler und Hochschullehrer
- Fischer, Walther (1897–1979), deutscher Mineraloge
- Fischer, Walther Paul (1889–1961), deutscher Anglist
- Fischer, Waltraud (* 1937), deutsche Handballspielerin
- Fischer, Waltraud Monika (1944–1991), deutsche Malerin und Grafikerin
- Fischer, Waltraut (* 1937), deutsche Malerin, Grafikerin und Illustratorin

### Fischer, We
- Fischer, Wend (1916–2005), deutscher Kunstkritiker, Redakteur und Museumsdirektor
- Fischer, Werner (1895–1945), deutscher Serologe
- Fischer, Werner (1902–1976), deutscher Kommunalpolitiker
- Fischer, Werner (1902–2001), deutscher Chemiker
- Fischer, Werner (1913–1945), deutscher Kommunist und Widerstandskämpfer gegen den Nationalsozialismus
- Fischer, Werner (1925–1998), deutscher Politiker (NPD), MdL
- Fischer, Werner (1929–2018), deutscher Politiker (CDU), MdBB
- Fischer, Werner (* 1930), deutscher Goldschmied und Autor
- Fischer, Werner (* 1931), deutscher Mineraloge und Kristallograph
- Fischer, Werner (* 1931), deutscher Historiker und Pädagoge
- Fischer, Werner (* 1939), deutscher Maschinenbauingenieur und HochschuldidaktikerWerner Fischer (* 1939)

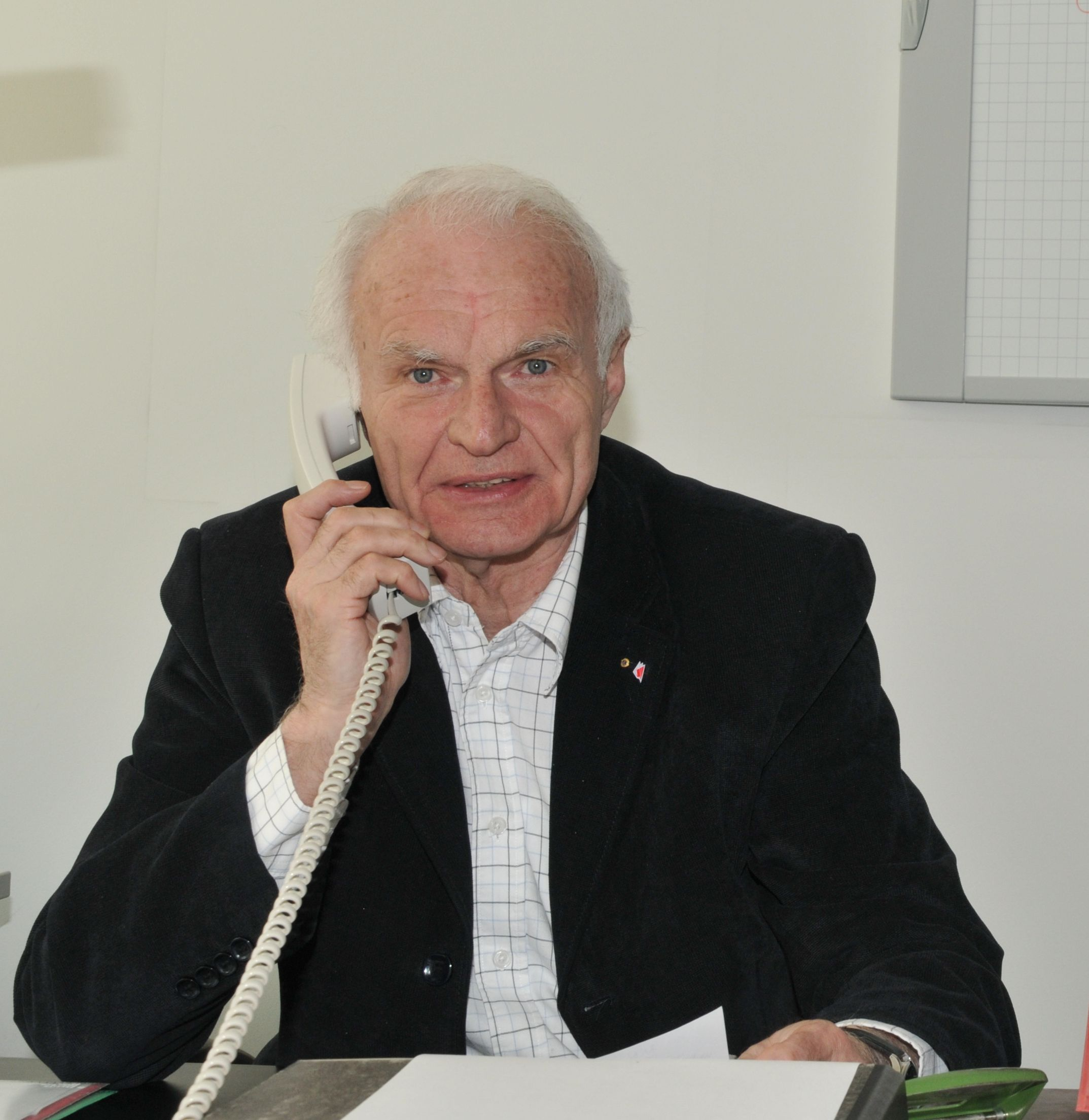
Werner Fischer (* 1939)

- Fischer, Werner (1950–2023), deutscher DDR-Bürgerrechtler
- Fischer, Werner Josef (* 1946), deutscher Betriebswirt, Vereinsfunktionär und Fachmann für Kundendienst
- Fischer, Werner Tian (* 1962), Schweizer Musiker und Historiker

### Fischer, Wi
- Fischer, Wilfried (1938–2023), deutscher Dirigent, Musikpädagoge und Hochschullehrer
- Fischer, Wilhelm (1796–1884), sächsischer Bergmeister
- Fischer, Wilhelm (1833–1916), deutscher Pädagoge und Schriftsteller
- Fischer, Wilhelm (1846–1932), österreichischer Schriftsteller
- Fischer, Wilhelm (1885–1970), deutscher Konsumgenossenschafter und Politiker (SPD), MdHB
- Fischer, Wilhelm (1886–1962), österreichischer Musikwissenschaftler
- Fischer, Wilhelm (1892–1969), deutscher Chirurg, Marinesanitätsoffizier und Hochschullehrer
- Fischer, Wilhelm (1901–1992), deutscher Parteifunktionär (NSDAP), Kreisleiter von Stuttgart
- Fischer, Wilhelm (1901–1945), deutscher SA-Führer, zuletzt im Rang eines SA-Brigadeführers
- Fischer, Wilhelm (1904–1951), deutscher Politiker (SPD), MdL
- Fischer, Wilhelm (1906–1965), deutscher Politiker (NSDAP), MdR
- Fischer, Wilhelm Johannes (1892–1977), deutscher Ornithologe, Botaniker, Lehrer, Autor
- Fischer, Willi, deutscher Skispringer
- Fischer, Willi (1920–1991), deutscher Politiker (SPD), MdB
- Fischer, Willi (1943–2008), deutscher Politiker (Freie Wähler), Landrat des Zollernalbkreises (1991–2007)
- Fischer, Willi (* 1951), Schweizer Rechtsanwalt, Hochschulprofessor und Sachbuchautor
- Fischer, Willi (* 1972), deutscher Boxer
- Fischer, Willi Ferdinand (1910–1981), deutscher Dichter und Schriftsteller
- Fischer, William S. (1935–2023), US-amerikanischer Jazzmusiker, Arrangeur und Komponist

### Fischer, Wo
- Fischer, Wolf, Dresdner Ratsherr, Bürgermeister von Altendresden
- Fischer, Wolfdietrich (1928–2013), deutscher Arabist
- Fischer, Wolfgang (1888–1943), deutscher General der Panzertruppe im Zweiten Weltkrieg
- Fischer, Wolfgang (1898–1975), deutscher Journalist und Zeitungsherausgeber
- Fischer, Wolfgang (1928–1998), deutscher Bildungswissenschafter und Begründer der skeptisch-transzendentalkritischen Pädagogik
- Fischer, Wolfgang (1928–1987), deutscher Hürdenläufer
- Fischer, Wolfgang (* 1928), deutscher Fußballspieler
- Fischer, Wolfgang (1931–2022), deutscher Botaniker
- Fischer, Wolfgang (1932–2005), deutscher Offizier, Generalmajor der NVA
- Fischer, Wolfgang (1932–2011), deutscher Kirchenmusiker und Kirchenliederkomponist
- Fischer, Wolfgang (* 1935), deutscher Brigadegeneral der Bundeswehr
- Fischer, Wolfgang (* 1943), deutscher Kommunalpolitiker (SPD), Oberbürgermeister von Leinfelden-Echterdingen
- Fischer, Wolfgang (* 1961), österreichischer Fußballspieler
- Fischer, Wolfgang (* 1961), österreichischer Manager, Berater, Kulturförderer und Unternehmer
- Fischer, Wolfgang (* 1970), österreichischer Drehbuchautor und Filmregisseur
- Fischer, Wolfgang Christian (* 1942), deutscher Volkswirt
- Fischer, Wolfgang Georg (1933–2021), österreichischer Schriftsteller
- Fischer, Wolfgang Günther (1905–1973), deutscher Bibliothekar
- Fischer, Wolfgang M. (1932–2007), deutscher Mediziner
- Fischer, Wolfi (* 1941), deutscher Schauspieler
- Fischer, Wolfram (1928–2024), deutscher Wirtschafts- und Sozialhistoriker